# Битка при Пералехо
Битката при Пералехо е между кубинските революционери за независимост, под командването на генерал-майор Антонио Масео и силите на испанската армия под командването на генерален капитан Арсенио Мартинес Кампос по време на Кубинската война за независимост.

## Прелюдия
По време на Източната кампания генерал Антонио Масео се насочва към Баямо със сили от Камбут и Сантяго де Куба. Целта му е да се изправи срещу испанските колони, които действат там и които снабдяват испанските отряди от централната линия.
На 5 юли 1895 г. бригаден генерал Хесус Раби се присъединява към силите в Хигуани и на 7 юли те лагеруват на река Буей, в района на Валенсуела, югозападно от Баямо.
Генерал Арсенио Мартинес Кампос и бригаден генерал Фидел Сантосилдес координират организацията на испанските конвои, идващи от Мансанильо и Кауто Ембаркадеро до Баямо.
На 11 юли Сантосилдес с малка войска от 400 души, съставена от две роти от 1-ви и 2-ри батальон на полка "Isabel La Católica" напускат Мансанильо за Вегитас.
На 12 юли Кампос с около 450 души и партизаните на подполковник Лоло Бенитес тръгват за Вегитас, присъединявайки се към Сантосилдес. След това към тях отиват 250 войници от 6-ти батальон под командването на подполковник Сан Мартин и 400 войници от 2-ри батальон на полка "Isabel La Católica" под командването на подполковник Федерико Ескарио. Испанските сили разположени във Вегитас са общо 1 500 войници. Присъствието на испанските сили е ясно на генерал-майор Масео от Рафаел Силвейра.

## Битка
Кампос има 400 пехотинци и 40 конници и се насочва към Баранкас, докато Сантосилдес с 1 100 пехотинци и партизани пътува към Буейсито или Валенсуела, където двамата се срещат и пресичат прохода на река Буей и след това се разделят. Кампос, информиран от доверени лица за присъствието на революционерите в Ел Тантео и други позиции, избягва изненадващата атака.
И двамата испански генерали с колона от 1 540 войници тръгват от Баранкас по пътя Солис, който е долният път и се разделят при Магуейес. Кампос, подсилен с партизаните на капитан Травеси по пътя Пералехо и Сантосилдес, проникващ в планината в успоредна посока от Кампос, надхитрят засадите на пехотата на Раби и атакуват Алфонсо Гуле.
Партизанските сили чакат почти шест часа и около в 10:00 ч. сутринта започва битката в Ла Каоба между силите на Сантосилдес и Гуле, който загива в сблъсъка.
Масео пристъпва напред за да провери реда и позицията на врага. Масео заповядва на пехотата да флангува отдясно и да се намеси между испанците и Ла Каоба, докато той и кавалерията ги спрат.
Колоната на Кампос се присъединява към битката, докато Масео нарежда на отряд да я атакува, докато е тормозена от партизанската пехота за да избегне консолидация на двете испански колони. Колоната на Сантосилдес се отдалечава от Ла Каоба, за да се събере с Кампос и заедно се насочват към саваната Паралехо. Кубинската пехота се позиционира на десния фланг на врага в близките планини на пътя, докато кубинската кавалерия прави това отляво в саваната Пералехо и отдясно на пътя над Бакаяма, близо до Мабай.
Подкрепленията от Мансанильо, които пресичат река Бабатуаба пристигат при Масео: 3 ескадрона от полка Гуа под командването на полковник Салвадор Ернандес Риос и подполковник Алонсо Риверо от Кампечуела, добавяйки 250 души за концентрация на силите. Подкреплението е нападнато от партизаните случайно.
Масео изпраща два ескадрона на подполковник Риверо да се присъединят към кавалерията, а отрядът на полковник Риос към щаба. При кубинската атака испанските сили успяват да достигнат река Мабай, докато кубинците окупират прохода на река Мабай, сред които Масео с неговия щаб и отряда на полка Гуа.
Испанците бягат, докато кубинската пехота изчерпва боеприпасите, а Масео нарежда на отряда на полка "Сеспедес" близо до Мабай да се присъедини към кавалерията и да атакува врага. Испанците са жестоко атакувани до Ел Датиле и слабо преследвани до Баямо. Кампос и войниците му успяват да избягат към Баямо.
В сблъсъка с испанската армия има 28 жертви, включително бригаден генерал Сантосилдес и около 98 ранени; докато в революционната армия са 118 жертви (бригаден генерал Алфонсо Гуле, полковник Карлос Суарес) и ранени.
Масео установява своя щаб в Санта Гертрудис (близо до Баямо), обсаждайки Баямо. По-късно Масео продължава Първата източна кампания към Сантяго де Куба.